# Автошлях О 020608
Автошля́х О 020608 — автомобільний шлях довжиною 13.3 км, обласна дорога місцевого значення в Вінницькій області. Пролягає по Жмеринському району від села Телелинці до села Носиківка.